# Llista de races de Star Trek
Star Trek és una franquícia de ciència-ficció que va començar amb el llançament de Gene Roddenberry de la sèrie de televisió original de Star Trek el 1966. El seu èxit va donar lloc a nombroses pel·lícules, novel·les, còmics i sèries derivades. Un dels motius principals de la franquícia és la trobada amb diverses races alienígenes per tota la galàxia. Aquestes races alienígenes de ficció s'enumeren aquí.
Les races notables de Star Trek inclouen Vulcanians, Klíngons, i Borgs. Alguns aspectes d'aquestes races de ficció es van popularitzar a través de la cultura pop nord-americana, com la salutació vulcaniana i la frase Borg, "La resistència és fútil".
Les races de Star Trek han aparegut a la revista Time, que descriu com són essencials per a la narrativa de la franquícia.

## Races destacades

### Borgs
Els borgs són una pseudo-espècie de l'univers fictici de Star Trek. A part de ser els enemics de la pel·lícula First Contact també tenen un paper important com a antagonistes a La nova generació i a Voyager.

### Klíngons
Els klíngons (tlhIngan en la seva llengua), són una espècie humanoide guerrera de l'univers fictici de Star Trek. Jugant un paper d'antagonistes a la sèrie original de la dècada de 1960, els klíngon es tornen uns poderosos aliats en les posteriors sèries, exceptuant l'última Enterprise, ja que els seus successos ocorren en un temps anterior.

### Vulcanians
Els vulcanians són una espècie humanoide pertanyent a l'univers fictici de Star Trek, originaris del planeta Vulcà (situat a 16,5 anys llum de la Terra) i coneguts pel seu estil de vida fundat en la raó i la lògica. A primera vista, es distingeixen físicament de l'espècie humana per la forma punxeguda de llurs orelles i celles.

### Tellarites
A l'univers de les sèries televisiva Star Trek, els tellarites són un poble originari del planeta Tella i un dels quatre fundadors de la Federació Unida de Planetes, juntament amb els humans, els vulcanians i els andorians. Són un poble humanoide, corpulent i molt barbats. La seva cara s'assembla a un porcí, és a dir de nas rodó, pla a la punta (amb grans fosses nasals) i bot, la seva pell és gruixuda i de color rosat. Encara que aprecien el bon menjar, poden romandre diversos dies sense proveir causa de les seves reserves greixoses. Adoren també prendre banys de fang.
Com els ferengis, tenen una cultura orientada cap al comerç, però contràriament a aquests últims, els tellarites desaproven les pràctiques il·legals o injustes. Són molt impulsius, impacients, dominats per les seves emocions. Tenen en efecte hàbit de ser molt directes i van fer de la lluita verbal i de l'argumentació la seva especialitat. Aquest poble va arribar a la velocitat Warp en el nostre segle xx, però només va començar el contacte amb els humans l'any 2153, després d'una primera trobada amb l'Enterprise NX-01, conduïda pel capità Jonathan Archer.